# 平治 (犬)
平治（へいじ、生年不明 - 1988年8月3日）は、日本の大分県・九重連山周辺に住んでいたイヌである。メスの秋田犬とされる。同地の登山客に従って山に登ることで親しまれ、時に遭難のおそれのある者を救助したとも伝えられ、警察犬や盲導犬のような公的認定を受けた使役犬ではないが、「山のガイド犬」または単に「ガイド犬」として知られた。後に映画の題材にもされた。

## 生涯

### 野犬時代
平治は捨て犬だったとされ、その出自や素性について正確なことは分からない。1973年の夏、九重連山長者原登山口の観光施設「長者原ヘルスセンター」にて登山バスの切符売り場に勤める荏隈保（えのくま たもつ）によって保護された白い仔犬は、重い皮膚病を患い身体の約半分の体毛を失った状態だったという。荏隈は犬好きで、自宅に飼い犬が複数居たので仔犬を連れ帰りはしなかったが、職場付近でその世話をした。仔犬は弁当を分けてもらうことを期待して、登山者と一緒に山へ登ることを覚えた様子だった。
その年の秋、牧ノ戸登山口から入山した50代ほどの夫婦が山中で道を失い迷ったところを、突然現われた白い犬に長者原登山口まで導かれ難を逃れた。その足で長者原ヘルスセンターを訪れた夫婦は、荏隈にそれを話し「せめてもの礼にその犬の皮膚病を治してやって欲しい」と金銭を置いて帰った。荏隈は皮膚病に効くとされる法華院温泉の湯の花を取り寄せ、犬の患部に繰り返し塗布したところ徐々に快癒すると同時に体躯も大きく成長し、冬になる頃には立派な体格の犬になっていた。成長した姿は頭から背中にかけて薄茶色、腹から前後脚は白い毛に覆われ太い脚と大きなたくましい身体を持つ犬だった。
付近の山を熟知する荏隈は、登山のガイドや遭難者の捜索を引き受けることがあった。その中には1962年の正月に2つの登山隊計9名が遭難し7名が命を落とした、九重最悪と言われる事故の捜索も含まれた。一方、猟師を父に持つ荏隈は猟犬の訓練や扱いにも慣れていた。あるとき平治岳（ひじだけ）へ修学旅行に来た中学生らのガイドを頼まれた彼は、近くに居た例の犬に声を掛けたところ犬が中学生らを先導するかのように歩いたのを見て、この犬を「ガイド犬」として訓練することを思いついた。このとき彼は、登っていた山の名前から犬に「平治」（へいじ）と名づけた。その後しばらくの間、荏隈は平治にいかに登山者を誘導するか語りかけながら一緒に登山道を歩き、道を覚えさせた。

### ガイド犬時代
ガイド犬としての平治の行動も詳細はほとんど明らかではない。平治は他の使役犬のように特定個人と行動を共にするのではなく単独で不特定の登山客に付き添い行動したため、世話をする荏隈でさえ登山客から目撃談を伝え聞く以外に山中における平治の行動を把握し得なかったからである。晩年の平治を取材しその没後に児童向けの伝記を著した坂井ひろ子も、それを明らかにすることに腐心したと述べている。ただ、現地に遺された「平治ノート」には平治と行動を共にした多くの登山者によるメッセージが書かれていたという。
坂井の著書によれば、山中における平治の行動は概ね次のようなものだった。登山客がバスから登山口に降り立つと目前に犬（平治）が座っている。登山客が平治に行き先を告げて歩き出すと、平治はまるで言葉が分かるかのように登山客の先頭に立ち、人間に合わせた歩調でゆっくり歩く。分岐点に差し掛かると停まり登山者が追いつくのを待つ。登山者が山小屋などへ入ると呼ばれない限り中へは立ち入らない。食事も登山者自身が与えたもの以外は欲しがらず、腹が空くと人知れず自力で狩りをしたらしい。人に対して吼えたり噛んだりも決してしなかった。
山中で道に迷ったり負傷するなどして助けを求める登山者が居ると、どこからともなく平治が現われて彼らを先導し、時には身体を支えるなどして登山口や山小屋へ案内した。山中で「すがもり小屋」なる山小屋を営む男性は「平治がしばしば危うい状況の登山者を連れて来た」と証言した。
こうした「ガイド犬」の評判が九重連山を訪れる登山者の間で広まり、平治を目当てに登山に来る者が居たり平治用の餌を用意する登山者も居た。また案内を受けた登山者には平治への礼として荏隈に餌代などの金銭を預ける者も多く、そうした人々を記録すべく置かれたのが前述の「平治ノート」である。平治ノートの横には竹筒が置かれ、そこへ登山者たちが入れた金銭で平治の鑑札や予防注射、餌などの費用が賄われたという。
登山客らの噂を聞きつけたテレビ局や新聞社が平治を取材に訪れたこともある。テレビ局の撮影隊が来たとき、彼らの目的が登山ではないと察した平治は荏隈が頼み込んでも動こうとせず、一行が仕方なく登山装備を着用して実際に山に登って初めて、平治のガイドの模様を撮影することが出来た。一方、新聞社の場合はカメラ嫌いな平治は写真を撮ろうとすると逃げてしまうため、カメラマンは物陰に隠れて撮影したという。
平治が「ガイド犬」として活動していた14年間は九重連山での遭難事故は一度も無かったと伝えられる。

### 晩年と最期
ガイド犬として活動を始めてから13年目になる頃、平治にも衰えが見え始めた。調子の良いとき以外は山へ行かなくなり、登山者を登山口から見送ることが多くなった。やがて右後足をひきずるようになり耳も遠くなった様子が見られたため、荏隈は平治にガイド犬を引退させることにした。1988年6月11日、九重の山開きの前夜祭で平治の引退式が執り行われた。400人が見守る中、かつて荏隈が自作した「ガイド犬」の首輪を平治の仔である「チビ」（第二平治）に譲った。それからの平治は山へ登ることもほとんどなく、長者原登山口周辺で休むことが多かったという。
1988年8月3日早朝、星生キャンプ場から荏隈のもとに「平治が倒れた」との報せが入った。前日に登山客を同キャンプ場まで案内し力尽きたのである。同地で登山者らに見守られる平治を励まし、仕事のため一旦は職場に向かった荏隈が昼過ぎに戻ると、平治は既に息を引き取っていた。荏隈は平治を登山口まで背負って戻り、日頃から平治とかかわりのあった人々に平治の逝去を報せた。平治は長者原ヘルスセンター近くの小高い場所に葬られた。8月6日には100名余りが集まって平治の追悼式が営まれ、当時の九重町長・高倉源八が弔辞を述べた。

### 後継者
平治はその生涯で数度の出産を経験した。仔の多くは荏隈らの手配で人々にもらわれていったが、仔を取られるのを嫌った平治が山中の避難小屋で荏隈らに隠れて産んだ仔のうち瀕死で生き残った1匹だけは「チビ」と名づけられて長者原ヘルスセンター付近に残り、1988年6月11日に「第二平治」となった。平治が没した後に荏隈のもとを訪ねた舟越健之輔によると、平治の仔だけでなく孫や曾孫に至るまでの犬が計6頭全て「平治」という名でガイド犬を受け継いでいたという。

## 評価
1989年6月10日、長者原ヘルスセンターの近くに平治の銅像が建てられた。これは生前の平治を知る登山客らの要望を受け、荏隈が高倉町長や他の人々と協力し大分出身の彫刻家・佐藤正八により製作されたものである。この像は平治が生前に登った九重連山に頭を向けて立ち、登山者を案内する姿勢を模している。
1989年には前述の坂井ひろ子による著書が偕成社から出版され、1992年にそれを原作とした東宝映画『奇跡の山』が劇場公開された。『奇跡の山』は実在した平治をありのままに描いたものではなくドラマとしての脚色を多く含んだが、これにより平治の名が全国に知られることになった。
大分朝日放送主催の2010年度「大分ふるさとCM大賞」Vol.8で第3位に入賞した九重町の作品に平治をモデルにした犬のキャラクター「へーじ」が登場したり、2012年には大分県立玖珠農業高等学校の生徒が小学生にミヤマキリシマの保護を訴えるべく作った紙芝居に平治をモデルとする犬が登場したなど、死から20年を経てもなお地元では話題にされることがある。西日本新聞は2013年10月9日付朝刊の児童向け記事「知ってる?Q州」で平治を採り上げ、「ホリプロアイドルドッグ.jp」は2013年11月11日に同年の「5代目 ベストアイドルドッグ」として平治を選出した。

## 関連作品

### 書籍
- 『ありがとう!山のガイド犬「平治」』（坂井ひろ子、1989年、偕成社「わたしのノンフィクション」13）ISBN 978-4-0363-4360-7

### 映画
- 『奇跡の山 さよなら、名犬平治』[23]（1992年・東宝）‐上記書籍を原作とする実写映画。東宝60周年記念映画。
- 『山に輝くガイド犬 平治号』[24]（制作年不明・共和教育映画社）‐上記書籍を原作とする教育用アニメーション映画。文部科学省選定、教育映画祭優秀作品賞受賞。